# آق‌دره، خیزی
آق‌دره، خیزی (به ترکی آذربایجانی: Ağdərə) یک منطقهٔ مسکونی در جمهوری آذربایجان است که در شهرستان خیزی واقع شده‌است. آق‌دره ۲۴۱ نفر جمعیت دارد.

## منبع
1. ↑  مشارکت‌کنندگان ویکی‌پدیا. «Ağdərə, Khizi». در دانشنامهٔ ویکی‌پدیای انگلیسی، بازبینی‌شده در ۵ اکتبر ۲۰۱۷.